# Münchner Künstlerinnenverein
Der Künstlerinnen-Verein München war ein 1882 gegründeter Verein mit Sitz in München, in dem sich bildende Künstlerinnen und kunstgewerbetreibende Frauen zusammenschlossen. Von 1884 bis 1920 unterhielt der Verein die Münchner „Damenakademie“, um Frauen eine professionelle Ausbildung im Bereich Bildende Kunst zu ermöglichen. Er bestand offiziell bis zu seiner endgültigen Löschung aus dem Vereinsregister im Jahr 1967.

## Geschichte

### Gründung und Aufbau
Im April 1882 traf sich in München eine kleine Gruppe von Künstlerinnen und Schülerinnen der Kunstgewerbeschule München in zunächst noch privatem Rahmen. Kurz darauf erging eine Einladung an alle künstlerisch tätigen Frauen und es folgten drei Treffen im Hotel Kappler. Im November 1882 wurde der Künstlerinnen-Verein München gegründet. Unter den Gründungsmitgliedern waren Bertha von Tarnóczy, Clementine von Braunmühl, Sophie Dahn-Fries, Ilka von Fabrice, Olga Weiß und Martha Giese (1860–1923).
Im Mai 1883 wurde eine erste Satzung verabschiedet, dessen Paragraph 1 über den Sinn des Vereins auch in den darauf folgenden Jahren Bestand hatte. Satzungsgemäß galt es das primäre Ziel zu verfolgen „den kunst- und kunstgewerbetreibenden Damen Gelegenheit zu gegenseitiger Anregung in ihrem Schaffen und gegenseitiger Unterstützung in ihren Bestrebungen zu geben, Sinn und Geschmack für das Schöne zu heben und das künstlerische Verständnis in Frauenkreisen immer mehr zu entwickeln.“
Vor dem Hintergrund der Frauenfrage und der daraus resultierenden frühen Frauenbewegung wurde der Künstlerinnen-Verein München zu einer kollektiven Interessenvertretung und Professionalisierungsinstitution für kunst- und kunstgewerbetreibende Frauen im 19. und frühen 20. Jahrhundert in München. Nach dem Prinzip der kollektiven Selbsthilfe schlossen sich Künstlerinnen zusammen, die alle die mangelhafte Ausbildungssituation für Frauen, insbesondere im Bereich der hohen Kunst erfahren hatten. So war es bis 1920 Frauen nicht erlaubt, an der Akademie der Bildenden Künste München zu studieren. Um diesen Mangel auszugleichen, begründete der Verein 1884 die sogenannte „Damenakademie“.
Der Künstlerinnen-Verein München erhielt 1888 seine offizielle behördliche Anerkennung bzw. Eintragung als anerkannter Verein. Nachdem die Mitglieder sich zunächst in verschiedenen Lokalitäten getroffen hatten, nutzen sie ab 1890 ein Vereinslokal in einem gemieteten Atelierhaus in der Türkenstraße 89. 1899 eröffnete der Verein ein eigenes Künstlerinnen-Heim in der Barer Straße 21, das sich zum Zentrum seiner gesellschaftlichen Aktivitäten entwickelte. Dort befanden sich die Verwaltung des Vereins, Ateliers der Damenakademie sowie Gesellschaftsräume. Es fanden regelmäßige Vereinsabende, Vorträge und Feste statt. Gelegentlich wurden dort auch Einzelausstellungen von Vereinsmitgliedern durchgeführt, sofern sie sich dem Vereinsinteresse unterordneten und die Billigung einer Jury fanden.
Der Verein bot seinen Mitgliedern zudem Dienstleistungen wie die Einzelbesprechung ihrer Werke und Atelierbesuche, Fortbildungskurse im Zeichnen, eine Fachbibliothek, Arbeitsvermittlung und Berufsberatung an. Finanzielle Unterstützung brachten ein vereinseigenes Wettbewerbs- und Stipendiensystem, Ankäufe und Unterstützung bei der Teilnahme an auswärtigen Ausstellungen. 1892 wurde eine Vorschusskasse eingerichtet, aus der Mitgliedern Darlehen zur Fortsetzung ihres Studiums oder bei Auftragsmangel finanziert wurden. Eine weitere Maßnahme zur sozialen Absicherung der Mitglieder war die Einführung einer verpflichtenden Krankenversicherung. Zudem wurden Erholungsaufenthalte am Chiemsee finanziert und später ein eigenes Erholungsheim in Baiersbronn eröffnet. Die Verwaltung der sozialen Leistungen des Vereins übernahm der 1907 eingetragene Künstlerinnen-Hilfsverein.

### Mitgliederstruktur und -entwicklung
Ordentliche Mitglieder des Künstlerinnen-Vereins München konnten volljährige Frauen werden, die bereits als bildende Künstlerin oder im Kunsthandwerk tätig waren. Zur Aufnahme mussten sie einige Werke als Nachweis ihres fachgemäßen und selbständigen Arbeitens vorlegen, die von einer Jury beurteilt wurden. Hiermit sollte unter anderem der Vorwurf, bei dem Künstlerinnen-Verein München handele sich um eine Vereinigung von Dilettantinnen, vermieden werden. Nur ordentliche Mitglieder hatten ein Teilnahme- und Stimmrecht bei den jährlichen Generalversammlungen des Vereins, konnten in Ämter gewählt werden und an künstlerischen Entscheidungsprozessen teilnehmen. Für die Wahl in den Ausschuss des Vereins, der aus 12 bis 15 Personen bestand und weitreichende Handlungsbefugnisse hatte, war neben der ordentlichen Mitgliedschaft ein Wohnsitz in München nötig. Die Vereinsvorsitzende musste langjährige Einwohnerin der Stadt sein.
Daneben hatte der Verein außerordentliche bzw. passive Mitglieder, darunter vor allem die sogenannten „Kunstfreundinnen“, von denen er künstlerische Anregungen oder Unterstützung praktischer Vereinszwecke erwartete. Ab 1908 wurden zudem Fördermitglieder aufgenommen, welche einen höheren Mitgliedsbeitrag zahlen mussten (20 statt 6–8 Mark) und dafür Vergünstigungen wie Teilnahme an Werksverlosungen und Eintrittsermäßigungen erhielten. Für die Fördermitgliedschaft waren auch Männer zugelassen, trotzdem konnten nie mehr als 16 Personen hierfür gewonnen werden. Darüber hinaus gab es bis zu vier Ehrenmitglieder wie María de la Paz von Spanien und Marie Therese von Österreich-Este. Die Bedeutung der außerordentlichen Mitglieder lag unter anderem in ihrer Mittlerstellung zum Kunstmarkt als Sammler und Mäzen, der Erhöhung des Ansehens und der Medienpräsenz des Vereins sowie der Verbesserung seiner finanziellen Situation. Dass außerordentliche Mitglieder, insbesondere die Schülerinnen der Damenakademie, von der Generalversammlung ausgeschlossen wurden, führte zu Problemen wie mangelnde Bindung an den Verein.
Im Gründungsjahr hatte der Künstlerinnen-Verein zwischen 40 und 50 Mitglieder, später nahm die Mitgliederzahl stetig zu. 1903/04 wurde ein Höhepunkt erreicht mit 714 dem Verein angehörenden Frauen, darunter 203 ordentliche Mitglieder, 427 Schülerinnen der Damenakademie, 81 „Kunstfreundinnen“ und drei Ehrenmitglieder. 1904/1905 kam es zu einer vorübergehenden Krise, wohl in Folge von künstlerischen und organisatorischen Differenzen, insbesondere zwischen den älteren Künstlerinnen und den Schülerinnen. Einige Funktionsträgerinnen wie die damalige Vereinsvorsitzende Johanna Tecklenborg legten ihr Amt nieder, andere traten aus dem Verein aus, darunter die zur provisorischen Vorsitzenden gewählte Betty Nägeli, die mit rund 30 weiteren Ausgetretenen den Verband Münchner Künstlerinnen gründete. Der Künstlerinnen-Verein rief daraufhin zum Zusammenhalt auf und der unterbrochene Aufwärtstrend an Beitritten setzte sich zumindest vorübergehend wieder fort. 1909/10 wurde eine maximale Mitgliederzahl von 770 erreicht, die danach jedoch bis 1921/20 schrittweise auf 571 absank.

### Letzte Jahre
Mit der Schließung der Damenakademie 1920 und der Gleichschaltung während der Zeit des Nationalsozialismus reduzierten sich die Ziele des Vereins auf die Wahrung der Standesinteressen von Künstlerinnen. Auch die Aufnahmekriterien veränderten sich von Leistungsnachweisen zu Empfehlungsschreiben. Die Anzahl der Mitglieder sank, ein Teil wechselte 1933 in die Münchener Ortsgruppe der GEDOK. 1935 zog der Verein aus der Barer Straße in die Akademiestraße 17–19. Diese Gebäude wurden 1944 komplett zerstört. 1954 hatte der Verein noch 122 Mitglieder, deren Zahl weiter abnahm. In Folge eines Konkursverfahrens durften schließlich keine neuen Mitglieder mehr aufgenommen werden, der Ausstellungsbetrieb wurde eingestellt. Bei der Generalversammlung 1967, an der nur noch neun Mitglieder teilnahmen, wurde der Verein aufgelöst.

### Vorsitzende des Vereins
- 1882–1885: Clementine von Braunmühl
- 1885–1898: Sophie Dahn-Fries
- 1898–1904: Johanna Tecklenborg
- 1904–1904: Betty Nägeli (1854–1947)
- 1904–1923: Martha Giese
- 1923–1933: Johanna Hoke
- 1933–1940: Cäcilie Graf-Pfaff
- 1904–1948: Else Gradinger (1884–1973)
- 1948–1956: Henny Protzen-Kundmüller
- 1956–1967: Gertrud Fischer-Haeckel

## Damenakademie

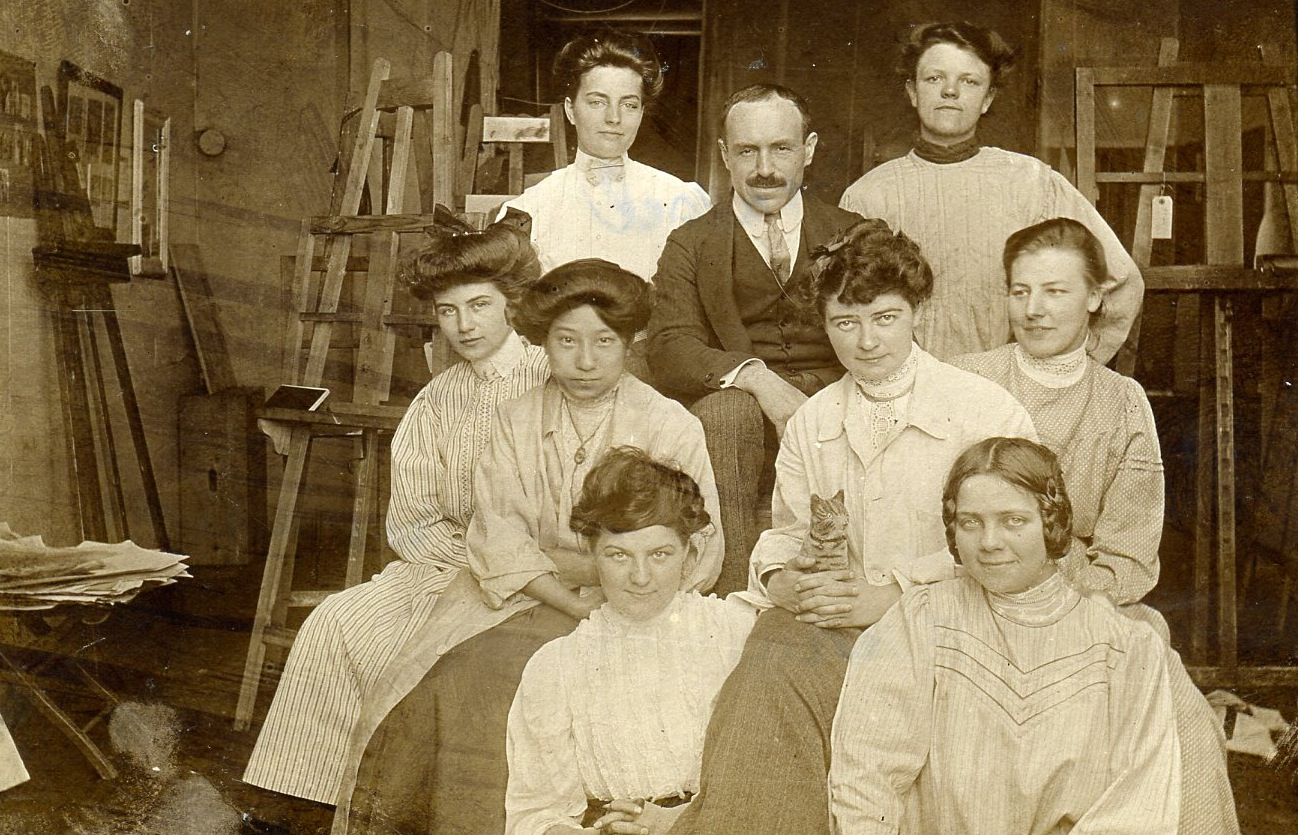
Schülerinnen der Damenakademie mit ihrem Lehrer Adolf Höfer (um 1910)

Die 1884 vom Künstlerinnen-Verein München gegründete private Kunstakademie war nach dem Vorbild der Königlich Bayerischen Akademie der Künste organisiert. Die Schülerinnen konnten sich ihre Lehrer selbst wählen und in Ateliers sowie in der freien Natur malen. Wöchentlich fanden mehrere Korrekturen statt. Der Künstlerinnen-Verein in München gehörte gemeinsam mit den Lehranstalten in Karlsruhe, der Malerinnenschule Karlsruhe, und dem Verein der Berliner Künstlerinnen in Berlin zu den ersten für Frauen in der Kunst gegründeten Ausbildungsstätten, die in künstlerische Berufe strebten. So schrieb sich etwa Gabriele Münter hier ein, weil in Deutschland um die Wende zum 20. Jahrhundert der Zugang zu den staatlichen – subventionierten – Akademien nur Männern erlaubt war.
1886 wurden die ersten drei Ateliers der Damenakademie in der Theresienstraße eröffnet und ab 1888 Räumlichkeiten in der Türkenstraße 89 bezogen. Schließlich folgte 1898 der Umzug in das Künstlerinnen-Haus in der Barer Straße bzw. anliegende Gebäude. Die Anzahl der Schülerinnen lag 1884 bei 10, stieg danach bis 1903/04 kontinuierlich auf 427, lag maximal bei 471 (1909/10) und sank bis 1920 auf 260. Insgesamt besuchten über 1750 Kunststudentinnen die Damenakademie.
Zu den Unterrichtsfächern gehörten unter anderem Aktzeichnen (auch als Abendkurs Abendakt), Anatomie, Gipsklasse, Kompositionskurs, Kopfzeichnen, Kostümkurs (Malen bzw. Zeichnen nach der bekleideten Figur), Kunstgeschichte, Landschaft, Lithografie, Modellierkurs, Perspektive, Radier- und Illustrationskurs, Stillleben und Tierklasse.
Die Damenakademie bemühte sich um eine professionelle Ausbildung, hatte im Vergleich zu anderen Privatschulen ein sehr umfangreiches Lehrangebot und tat sich unter anderem durch das Aktstudium und Vorgabe wichtiger Pflichtfächer hervor. Trotzdem erreichte sie nicht das Niveau der offiziellen Kunstakademien. Die Stundenzahl der einzelnen Fächer war geringer, es fehlten einige Fächer und nicht jeder Kurs wurde in jedem Jahr angeboten. Zudem gab es kein Meisterklassen-System. Gleichzeitig war der Kostenaufwand für die Schülerinnen deutlich höher als an der Akademie der Bildenden Künste, obwohl die Damenakademie im Gegensatz zu anderen Kunstschulen gemeinnützig und nicht auf Gewinn ausgerichtet war.
Nachdem die Akademie der Bildenden Künste zum Wintersemester 1920/21 eine reguläre Immatrikulation für Frauen zugelassen hatte, wurde die Damenakademie mit Ende des Sommersemesters 1920 aufgelöst. Sie stellte eine zunehmende finanzielle Belastung für den Verein dar, die beim Wegfall der staatlichen Unterstützung nur schwer aufzufangen gewesen wäre. Zudem stand das mit einigen Vorteilen verbundene Studium an der Münchener Akademie der Bildenden Künste nun prinzipiell Frauen offen, wenn auch nur vereinzelt ehemalige Schülerinnen der Damenakademie diese Möglichkeit nutzten.

### Lehrkörper (Auswahl)
- Carola Baer-von Mathes (1894–1899)
- Hugo Emanuel Becher (1907–1912)
- Carl Johann Becker-Gundahl (1895–1897)
- Ernst Berger (1909–1919)
- Peter Birkenholz (1906)
- Tina Blau (1887–1894)
- Clementine von Braunmühl (1885–1888)
- Fritz Burger (1910–1911)
- Ernst Burmester (1910–1919)
- Elisabeth Büttner (1890–1894)
- Maximilian Dasio (1896–1901)
- Julius Diez (1904–1907)
- Robert Engels (1905–1910)
- Friedrich Fehr (1893–1899)
- Max Feldbauer (1902–1916)
- Karl Gebhardt (1887–1894)
- Bruno Goldschmitt (1919–1920)
- Emilie von Hallavanya (1911–1920)
- Fritz Hegenbart (1900–1902)
- Heinz Heim (1884–1885)
- Ludwig Herterich (1885–1895)
- Moritz Heymann (1903–1906)
- Adolf Höfer (1906–1920)
- Theodor Hummel (1905–1907)
- Charles Jaeckle (1912–1913)
- Angelo Jank (1899–1907)
- Georg Jauss (1899–1900)
- Hans Kaufmann (1893–1894)
- Hugo Kehrer (1911–1913)
- Caroline Kempter (1899–1904)
- Heinrich Knirr (1900–1911)
- Linda Kögel (1889–1890)
- Christian Landenberger (1899–1905)
- Franz Marc (1907)
- Rudolf Mülli (1913–1918)
- Rudolf Nissl (1907–1908)
- Hermann Pampel (1917–1920)
- Richard Pietzsch (1907–1909)
- Walter Püttner (1917–1920)
- Leo Putz (1908)
- Ella Räuber (1906–1907)
- Ludwig Schmid-Reutte (1895–1899)
- Marie Schnür (1906–1908)
- Rudolf Schramm-Zittau (1907–1909)
- Alfred Schrötter von Kristelli (1892–1893)
- Raffael Schuster-Woldan (1897–1898)
- Franz Xaver Simm (1890–1892)
- Karl Voll (1905–1912)
- Wilhelm Volz (1892–1893)
- Heinrich Waderé (1892–1896)
- Albert Weisgerber (1907–1912)

### Schülerinnen (Auswahl)
- Anne-Dora Arnold
- Erma Bossi
- Hedwig von Branca
- Eugenie Breithut-Munk
- Sophie Burger-Hartmann
- Ruth Cahn
- Paula Deppe
- Gertrud Eberstein
- Marie von Geldern-Egmond
- Fanny Edle von Geiger-Weishaupt
- Ida Gerhardi
- Ida Giesecke
- Helma Heynsen-Jahn
- Hedwig Josephi
- Danica Jovanović
- Margarete Junge
- Tyra Kleen
- Anna Klein
- Gertrud Kleinhempel
- Dora Kolisch
- Broncia Koller-Pinell
- Käthe Kollwitz
- Maria Krauskopf
- Berta Katharina Lassen
- Maria Franck
- Valerie May-Hülsmann
- Elvezia Michel-Baldini
- Gabriele Münter
- Cläre Neuhaus
- Charlotte Wilhelmine Niels
- Elsa Nöbbe
- Rosa Pfäffinger
- Lotte Bertha Prechner
- Anna Quedenfeldt
- Margarethe Raabe
- Gertraud Rostosky
- Maria Slavona
- Gerta Springer
- Ida C. Ströver
- Kasia von Szadurska
- Minna Tube
- Bertha Züricher